# ليان لي
ليان لي (بالصينية: 李亞男) هي مقدمة تلفزيونية وممثلة صينية وكندية، ولدت في 25 نوفمبر 1984 في شانغهاي في الصين.

## وصلات خارجية
- ليان لي على موقع IMDb (الإنجليزية)
- ليان لي على موقع قاعدة بيانات الفيلم (الإنجليزية)